# Дифузний панбронхіоліт
Дифу́зний панбронхіолі́т (ДПБ, англ. Diffuse panbronchiolitis) — запальне захворювання легень не визначеної етіології. Воно є важкою та прогресивною формою, запального стану бронхіол (маленьких повітряних канальців у легенях). Термін «дифузний» означає те, що ураження виникають на обох легенях, а «панбронхіоліт» — те, що запальні процеси поширюються по усіх шарах дихальних бронхіол. ДПБ спричиняє важкі запальні процеси та вузлоподібні ураження термінальних бронхіол, хронічні синусити, сильний кашель та посилення продукції мокротиння.
Вважається, що захворювання виникає на підґрунті чутливості або недостатнього опору імунної системи до бактерій та вірусів, які спричиняють ДПБ. Це викликано дією деяких генів, які присутні переважно в осіб східноазійського походження. Найбільше випадків зафіксовано серед японців та корейців. ДПБ частіше хворіють чоловіки та зазвичай ближче до 40-річного віку. Дифузний бронхіоліт було виділено як окреме захворювання на початку 1960-х, а 1969 року він офіційно отримав свою нинішню назву.
Якщо ДПБ не лікувати, він переходить у бронхоектаз, незворотний стан легенів, що спричиняє розширення бронхіол та накопичення слизу у бронхіолярних шляхах. У рідкісних випадках, дифузний панбронхіоліт може призвести до дихальної недостатності та проблем із серцем. Щоденне лікування ДПБ макролідними антибіотиками, на кшталт еритроміцину, полегшує симптоми та подовжує тривалість життя хворого, проте на сьогодні повністю вилікувати цю хворобу неможливо.

## Історія
На початку 1960-х японські лікарі зауважили відносно нове хронічне захворювання легенів. 1969 року це захворювання назвали терміном «дифузний панбронхіоліт», з метою відокремити його від хронічного бронхіту, емфіземи, альвеоліту та інших обструктивних запальних захворювань легень. У період між 1978 та 1980 результати загальнонаціонального обстеження в Японії виявили понад 1000 можливих випадків ДПБ, з яких 82 було підтверджено гістологічно. До 1980-х по всьому світі ДПБ визнавали за окреме захворювання легень.
До 1980-х прогноз ДПБ вважали несприятливим, зокрема у випадках суперінфекції (появі нової вірусної або бактеріальної інфекції в додаток до вже наявної) паличкою синьогнійною. ДПБ підтримував високий рівень смертності до того, як почали широко використовуватись антибіотики та киснева терапія для послаблення симптомів. У 1985 році, коли поширилось використання антибіотику еритроміцину при дифузному панбронхіоліті, прогноз значним чином покращився. 1990 року уперше пов'язали виникнення ДПБ з лейкоцитарними антигенами людини (HLA — англ. Human Leukocyte Antigen).

## Класифікація
Термін «бронхіоліт» означає запалення бронхіол. ДПБ класифікують як форму «первинного брохіоліту», а це означає, що основна причина бронхіоліту походить від або обмежується бронхіолами. Іншими формами первинного бронхіоліту є облітеруючий бронхіоліт, фолікулярний броніхіоліт, респіраторний бронхіоліт та низка інших. На відміну від ДПБ, непервинні бронхіоліти є пов'язані з захворюваннями вищих відділів дихальних шляхів, як-от хронічний бронхіт.

## Ознаки та симптоми
До симптомів ДПБ належать хронічний синусит (запалення приносових пазух), хрип, задишка та сильний кашель, з яким виходить велика кількість мокротиння. У деяких хворих спостерігається гнійне мокротиння та гарячка. Типовими ознаками прогресування ДПБ є розширення бронхіолярних шляхів та гіпоксемія (низький рівень кисню у крові). Без лікування ДПБ переходить у бронхоектаз, для якого характерні розширення та потовщення стінок бронхіол, запальні пошкодження дихальних і термінальних бронхіол, а також накопичення слизу в легенях. ДПБ є пов'язаним з прогресивною дихальною недостатністю, гіперкапнією (підвищеним рівнем діоксиду Карбону в крові) та, у деяких випадках, до легеневої гіпертензії (високого кров'яного тиску в легеневих венах та артеріях) та до «<meta />легеневого серця<meta />» (розширення правого шлуночка, або ж «недостатність правого серця»).